# Max Golser
Max Golser (* 4. Mai 1940 in Schwaz; † 23. April 2019) war ein österreichischer Skispringer und Skisprungtrainer. In den 1960er- und zu Beginn der 1970er-Jahre zählte er zu den besten Skispringern Österreichs. Er nahm insgesamt viermal an Olympischen Winterspielen und Nordischen Skiweltmeisterschaften teil, wo sein bestes Ergebnis der 19. Platz auf der Großschanze bei der Weltmeisterschaft 1966 war. Bei internationalen FIS-Springen erreichte er mehrere Siege und Podestplätze; bei der Vierschanzentournee erzielte er mehrere Top-10-Ergebnisse und als bestes Gesamtresultat den 26. Platz 1966/67. Nach seiner aktiven Laufbahn war er in den 1970er- und 1980er-Jahren Cheftrainer der österreichischen Skispringer und anschließend bis 1996 Skisprungtrainer der deutschen Nordischen Kombinierer.

## Werdegang
Golser begann schon früh beim Wintersportverein seines Heimatortes Vomp mit dem Skispringen und gelangte über den Tiroler Landeskader in den Kader des Österreichischen Skiverbandes. Im Winter 1960/61 startete er erstmals bei der Vierschanzentournee, erreichte aber nur Platzierungen knapp unter den besten 50. Erste vordere Ergebnisse gelangen ihm im Winter 1962/63, als er den neunten Platz in Bischofshofen beim vierten Springen der Vierschanzentournee 1962/63 oder den siebenten Platz beim Skifliegen in Planica erreichte. Mitte der 1960er-Jahre gelang ihm der Anschluss an die nationale Spitze. In der Skisprungsaison 1964/65 erzielte er weitere Top-Leistungen: Der fünfte Platz in Bischofshofen stellte sein bestes Einzelergebnis bei der Vierschanzentournee dar. Anderthalb Monate später feierte Golser seinen ersten bedeutenden Sieg auf der Mühlenkopfschanze in Willingen. Beim prestigeträchtigen Holmenkollen-Skifestival in Oslo sprang er allerdings nur auf Rang 42 und auch bei der Skiflug-Woche in Bad Mitterndorf erreichte er als 27. keinen vorderen Platz. Nach diesen Leistungen konnte er 1966 erstmals bei einer Weltmeisterschaft starten und belegte am Holmenkollen in Oslo den 19. Platz auf der Großschanze und den 21. Platz auf der Normalschanze.
Bei der Vierschanzentournee 1966/67 erzielte Golser mit Platz 26 sein bestes Gesamtergebnis auf der Tournee. Wenige Wochen später erreichte er auf der Großschanze am Holmenkollen den dritten Platz hinter Bjørn Wirkola und Bent Tomtum. Bei den Olympischen Winterspielen 1968 in Grenoble kam er mit Platz 22 von der Großschanze und Rang 36 von der Normalschanze aber zu keinen vorderen Platzierungen. In den nächsten Jahren war sein größter internationaler Erfolg der Sieg auf der Normalschanze in Kuopio 1970. Bei der Weltmeisterschaft in der Hohen Tatra erreichte er im selben Jahr nur Platz 36 auf der Großschanze und Rang 45 auf der Normalschanze. 1971 wurde Golser hinter Reinhold Bachler Österreichischer Vizemeister, bereits 1967 hatte er den dritten Platz bei der Österreichischen Meisterschaft erreicht. Bei den Olympischen Winterspielen 1972 in Sapporo sprang Golser auf Platz 36 von der Normalschanze und auf Rang 43 von der Großschanze. Sein letztes Großereignis als aktiver Skispringer war die Skiflug-Weltmeisterschaft 1972 in Planica, wo er den 30. Platz belegte.
Im Anschluss an seine aktive Laufbahn war Golser als Skisprungtrainer tätig. Zunächst war er zwei Jahre lang Cheftrainer der österreichischen Skispringer, bis ihn Baldur Preiml in dieser Funktion ablöste. Nach dem Rücktritt Preimls war Golser bis 1984 erneut österreichischer Cheftrainer. Danach wechselte er zum Deutschen Skiverband, wo er zwölf Jahre lang Skisprungtrainer der Nordischen Kombinierer war. Krankheitsbedingt musste er 1996 seine Trainertätigkeit beenden.